# CEM Parc de la Ciutadella
El Centre Esportiu Municipal Parc de la Ciutadella és una instal·lació esportiva de propietat municipal de l'Ajuntament de Barcelona d'uns 4.000 metres quadrats. Té una pista de bàsquet, gimnàs, una piscina descoberta, una piscina coberta, un hidromassatge, saunes i sales d'activitats dirigides. A l'exterior de la instal·lació hi ha una pista de futbol i una pista de Skate que són d'ús gratuït.
Ocupa un lloc dintre del recinte del Parc de la Ciutadella, justament en una de les entrades principals del parc, entre l'entrada principal del zoològic i al costat de l'estació de França.
És un edifici dissenyat per l'estudi d'arquitectes Batlle i Roig. La constructora Copisa va finalitzar l'obra a finals de 2009 i l'empresa UTE Club Natació va començar a explotar en març de 2010 l'edifici.
Es el camp on entrena actualment el Club de Basquet Ciutat Vella i on el club de karate Ciutat Vella té la seva seu.